# 제벤
제벤(Seewen)은 스위스 슈비츠주에 있는 슈비츠 시정촌에 있는 마을이다. 그것은 슈비츠 시내 중심에서 서쪽으로 약 2km 떨어져 있으며 라우에르츠 호수 기슭 근처에 있다. 호수의 출구 개울인 제벤은 무오타강과 합류하기 위해 마을을 통과한다.
고트하르트 철도의 슈비츠역은 제벤에 있다. A4 고속도로는 마을의 서쪽을 지나고 인접한 고속도로 교차로를 통해 접근할 수 있다.

## 지리
제벤은 슈비츠 지역의 서쪽과 우르미베르크의 동쪽에 있다. 급행 열차 정류장이 있는 슈비츠역, Auto AG 슈비츠 버스 터미널과 몇 개의 레스토랑이 있다. 제벤(Seewen)을 통해 시냇물이 흐른다.

## 문화
제벤에는 라우에르츠 호수에 목욕 시설이 있고 EHC 제벤이 훈련하는 아이스하키 경기장이 있다. 제벤 시장 쇼핑 센터는 2004년에 문을 열었다.

## 교통
슈비츠역은 그로서미텐과 우르미베르크 사이의 시내 중심에서 북서쪽으로 약 2km 떨어진 슈비츠 계곡 중간에 있는 제벤 마을에 있다. 바젤 SBB나 취리히 중앙역까지 운행하는 인터레기오와 추크 슈타트반, 루체른 S-반의 정기편이 운행한다.
버스 정류장은 여 건물 바로 옆에 있으며, 3개의 버스 승강장이 있다. 아우토 AG 슈비츠 회사가 운영하는 여러 버스 노선은 역과 슈비츠 시내 중심가를 약 5분 만에 연결한다.